# بوم‌نشانه‌شناسی
بوم‌نشانه‌شناسی یا نشانه‌شناسی بوم‌شناختی (به انگلیسی: Ecosemiotics) شاخه‌ای از نشانه‌شناسی است که در تلاقی آن با بوم‌شناسی انسانی، انسان‌شناسی بوم‌شناختی و بومشناسی است. فرآیندهای نشانه در فرهنگ را که به دیگر جانداران زنده، جوامع و چشم‌اندازها مربوط می‌شود، مطالعه می‌کند. بوم‌نشانه‌شناسی همچنین با جنبه‌های نشانه‌شناسی بوم‌سازگان‌ها سروکار دارد.